# Toxoplasmosis ocular
La toxoplasmosis es una enfermedad infecciosa provocada por el parásito Toxoplasma gondii. Puede afectar a diferentes órganos, siendo muy frecuente la afectación ocular, que se debe a que el parásito coloniza la retina, donde se desarrollan bradizoitos enquistados, los cuales al romperse provocan una inflamación de la retina o retinitis. Como generalmente el proceso afecta también a la coroides, con frecuencia la enfermedad recibe el nombre de coriorretinitis por toxoplasma.

## Formas de presentación
Existen diferentes formas en que puede manifestarse la enfermedad ocular. Algunas de las más frecuentes son:
- Toxoplasmosis congénita. Tiene lugar cuando una mujer embarazada sufre la enfermedad, la cual afecta al feto.
- Toxoplasmosis recurrente. Se debe a la reactivación en la vida adulta de una infección originada en los primeros años de vida.
- Toxoplasmosis adquirida. A diferencia de la forma congénita, en este caso la infección se adquiere en la infancia o la vida adulta.
- Toxoplasmosis relacionada con el sida. Originada porque el SIDA disminuye la capacidad inmune del organismo, el cual se hace propenso a contraer diferentes enfermedades infecciosas.
- Toxoplasmosis relacionada con tratamientos con corticoides o inmunosupresores. Se debe a que estos medicamentos debilitan las capacidades del sistema inmunológico para combatir las infecciones.

## Síntomas
La forma de presentación más frecuente es la recurrente, observándose en este caso que los pacientes tienen lesiones antiguas en la retina que en muchas ocasiones habían pasado desapercibidas. Lo más habitual es que se produzca inflamación de la retina o retinitis, aunque pueden afectarse otras partes del ojo, como la coroides, humor vítreo o vasos sanguíneos (vasculitis). En el 50 % de los casos se presentan también manifestaciones de uveitis anterior. La retinitis se describe como retinitis focal necrosante, es decir provoca la destrucción de un segmento de la retina de mayor o menor extensión, perdiendo la región afectada su función de captar los impulsos luminosos. El principal síntoma que percibe el paciente es el déficit de visión, generalmente unilateral, a veces existen escotomas - perdidas de un segmento del campo visual-.